# Concepción del Uruguay
Pour les articles homonymes, voir Concepción.
Nuestra Señora de la Inmaculada Concepción del Uruguay ou simplement Concepción del Uruguay est une ville de la Province d'Entre Ríos, en Argentine, et le chef-lieu du département d'Uruguay. Elle est située sur la rive occidentale du Río Uruguay.

## Population
Sa population s'élevait à 64 954 habitants en 2001, en hausse de 15,4 % par rapport à 1991.

## Histoire
La ville a reçu le surnom populaire de La Histórica, étant donné que dans son passé se sont déroulés plusieurs évènements des plus significatifs de la vie de l'Argentine. Dans la région, on abrège volontiers son nom en l'appelant Uruguay tout simplement.
En 1778 se trouvait en ce lieu un village connu sous le nom de Villa del Arroyo de la China, situé au nord du ruisseau de même nom et au sud de la cité actuelle. La même année une première chapelle fut érigée.

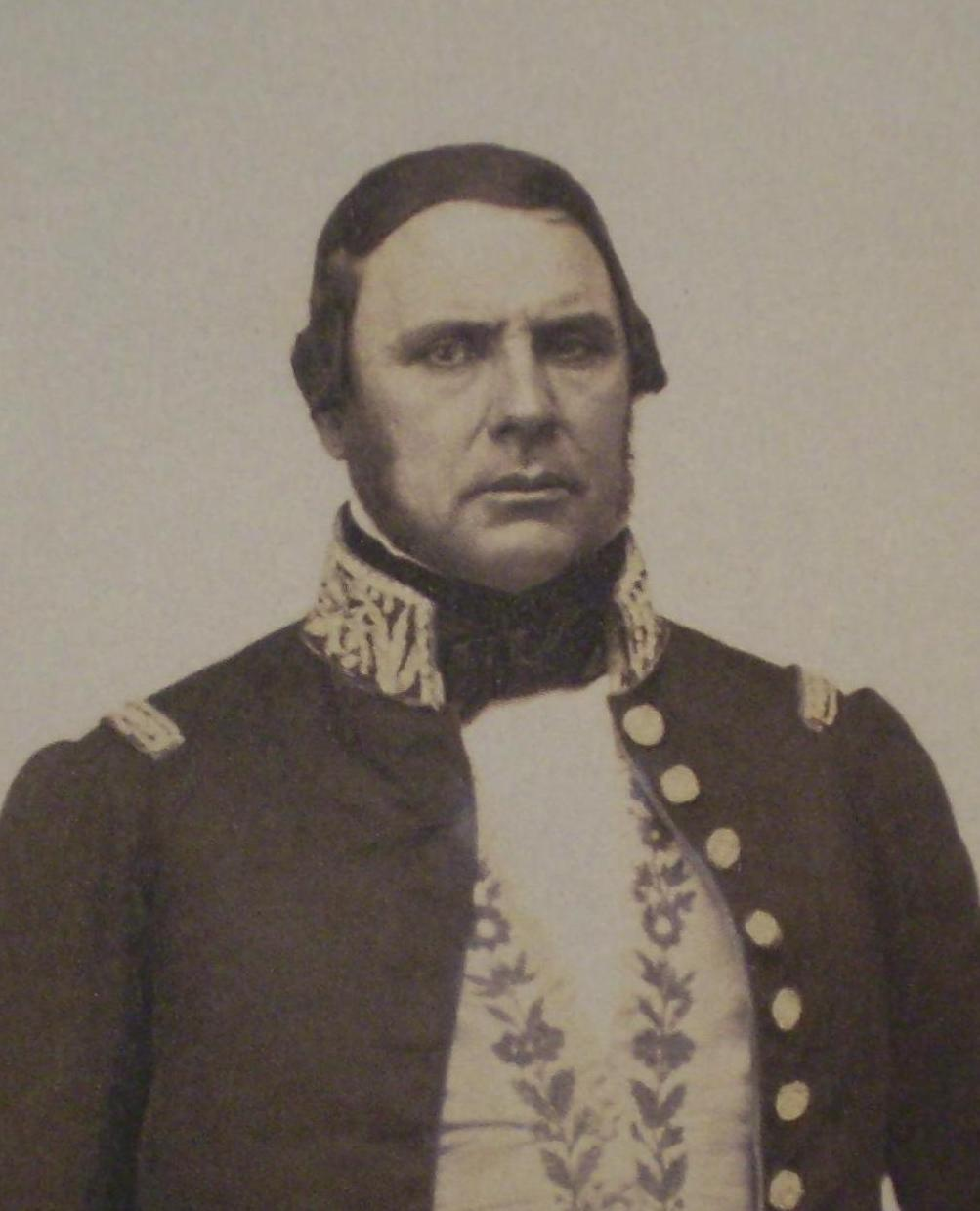
Justo José de Urquiza, dont le nom est lié à la ville

Le 25 juin 1783, envoyé par le vice-roi Juan José de Vértiz y Salcedo, Tomás de Rocamora fonda la Villa de Nuestra Señora de la Inmaculada Concepción del Uruguay, élevant la première mairie (cabilde) au nord de la localité existante.
En 1810 la ville est une des premières à adhérer à la cause de la révolution de mai.
En 1814 Concepción del Uruguay devint capitale de la province d'Entre Ríos lors de sa création. En 1815 José Gervasio Artigas y convoqua le congrès indépendantiste, appelé Congreso de Oriente.
On y résolut également de ne pas participer au Congrès de Tucumán qui devait avoir lieu en 1816, et ce en guise de protestation contre le Directoire, accusé d'avoir fomenté l'invasion portugaise de la Banda Oriental (voir Histoire de l'Uruguay).
En 1883, la fonction de capitale de la province fut transférée à la ville de Paraná.

## Patrimoine
La ville de Concepción del Uruguay est une ville historique argentine, fort riche en monuments du XIXe siècle :
Plaza General Francisco Ramírez :
Située dans le centre administratif de la ville, c'est un Lieu historique national. Sa pyramide centrale fut l'endroit choisi par Justo José de Urquiza pour se prononcer contre Juan Manuel de Rosas, acte qui conduisit à la bataille de Caseros en février 1852, ouvrant ainsi la voie à l'adoption de la Constitution l'année suivante. À la fin du XXe siècle, elle subit des modifications sous prétexte de mise en valeur.

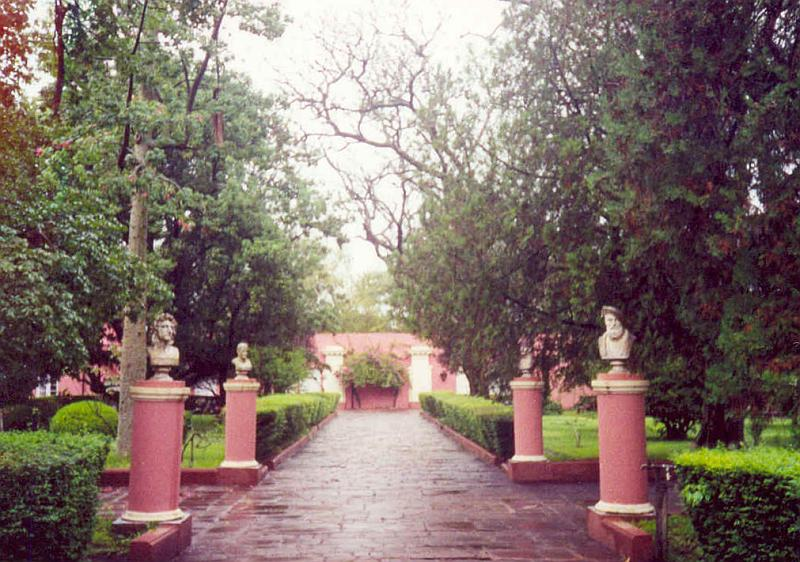
Les jardins du Palacio San José

Palais San José :
Le Palacio San José fut construit en 1848 sur ordre du général Urquiza et inauguré dix ans plus tard. Il fut la résidence de plaisance de ce dernier et le lieu de son assassinat en 1870. Il fut un des lieux les plus importants du pays durant la période de l'Organización Nacional.
Le domaine, qui s'étend sur 2 500 hectares en tout, comprend notamment de luxueux jardins, des patios, des salles et des chambres, une chapelle et un lac artificiel.
Actuellement le palais est un Monument historique national et comprend un musée.
Ancienne Municipalité :
Édifice construit originellement comme école normale et utilisé entre 1925 et 1984 comme siège de la Municipalité. Depuis 2003, il est le siège du Museo Yuchán de Culturas Aborígenes (Musée Yuchán des Cultures Aborigènes).
Basilique de l'Immaculée Conception :
C'est une filiale de la Basilique Saint-Jean de Latran à Rome. Consacrée le 25 mars 1859 durant le gouvernement d'Urquiza, elle est située à l'ouest de la Plaza Ramírez. Elle sert de mausolée hébergeant les restes du général Urquiza. Elle a également été déclarée Monument historique national.
Collège supérieur de l'Uruguay « Justo José de Urquiza » :
Fondé en juillet 1849 par Urquiza, dont il a reçu le nom. Ce fut le premier collège laïque d'Argentine et le troisième établissement d'éducation supérieure (après les universités de Córdoba et de Buenos Aires).
Beaucoup de protagonistes de l'histoire du pays sont passés par là, entre autres des présidents, des artistes et des écrivains. Il comporte un musée historique et depuis
1942 il est Monument historique national.

## Personnalités
- Antonio Rivero (1808), gaucho argentin
- Emma de Cartosio (°1928), écrivaine, est native de la ville
- Juan Baigorri Velar né en (1891) inventeur de la machine à faire pleuvoir.
- Emilio Lascano Tegui (1887-1966) homme de lettres et diplomate argentin y est né.

## Économie
Depuis 1887, il existe une connexion ferroviaire avec les villes de Paraná, Nogoyá et Rosario del Tala. De même, cette année-là, on améliora le port qui atteignit sa meilleure période en 1910.
Tout au long du XXe siècle, la ville acquit une plus grande importance économique grâce à l'implantation de nombreuses industries.